# Мухаммад XII
Абу Абдаллах Мухаммад XII (араб. أبو عبد الله محمد الثاني عشر; бл. 1460 — бл. 1533), серед  християн відомий як Боабділ — останній емір Гранадського емірату в 1482—1483 і 1485—1492 роках. Мав лакаб аз-Зугбі («Нещасний»).[джерело?]

## Життєпис

### Панування
Походив з династії Насрідів. Син Абу'л-Гасана Алі, еміра Гранади, і Айши аль-Хорр (ймовірно доньки еміра Мухаммада IX). Народився 1459 або 1460 року в Гранаді. В подальшому, коли батько вирішив передати владу синам від наложниці Сорайї, вступив з ним у конфлікт, за що Мухаммада було запроторено до в'язниці.
1482 року, скориставшись початком війни Гранадського емірату проти Кастилії, його мати влаштувала Мухаммадові втечу до гуадікса, де той захопив владу. На його бік перейшов клан Бану-Саррай, невдоволений політикою еміра Абу'л-Гасана Алі. Потім Мухаммад рушив до Лохи, де розташовувалася боєздатна армія гранадців, яка перейшла на його бік. Вже 5 липня 1482 року він зайняв Гранаду й став новим еміром. Його батько втік до Альмерії, де отаборився.
Разом з тим новий володар був змушений продовжити війну проти Кастилії. Невдовзі завдав поразки кастильцям, коли ті спробували захопити Малагу. За цим спробував захопити замок Лусена, але вже 20 квітня 1483 року у битві біля цього замку емір зазнав тяжкої поразки й потрапив у полон. Владу в Гранаді знову захопив його батько. Полоненого було відправлено до замку Поркуна.
1485 року Мухаммада XII було звільнено за наказом Фернандо II, короля Арагону, який надав тому гроші й війська для війни проти свого стрийка — еміра Мухаммада XIII. Після 2-річного протистояння 1487 року Мухаммад XII відвойовує Гранаду, де знову оголошується еміром. Втім його стрийко продовжив війну. При цьому кастильскі війська захоплювали нові міста Гранадського емірату. У серпні 1487 року вони оволоділи Малагою і відрізали Гранадський емірат від моря та потенційної допомоги інших мусульманських країн..
Фактична влада гранадського еміра тепер обмежувалася власне містом Гранада. Кастильські війська переважно воювали проти Мухаммада XIII, підкоривши до 1490 року Гуадіс, Басу, Альмерію, Альмуньєкар і Салобренью. Водночас посилилася внутрішня боротьба. Мухаммад XII наказав знищити 36 представників клану Бану-Саррай, який звинуватив у змові.
Навесні 1491 року, коли від власне Гранадського емірату залишилася лише місто Гранада з околицями, католицьке військо виступило проти Мухаммада XII. Облога Гранади почалася 26 квітня. У грудні 1491 року емір отримав вимогу ворога про негайну капітуляцію. Невдовзі розпочав таємні перемовини з Ізабелою I, королевою Кастилії, і Фернандо II, королем Арагону. 2 січня 1492 року Гранада капітулювала, внаслідок цього припинив існування Гранадський емірат.

### Подальша діяльність
Отримав від Фернандо II маєток Лаухар-де-Андаракс, де мешкав до 1493 року. Потім продав його за 80 тис. дукатів, після чого перебрався до Марокко. Мешкав в м. Фес, де помер (за іншими відомостями загинув) близько 1533 року (за іншими відомостями — 1527 року).

## В творчості
- головний герой твору Джона Драйдена «Завоювання Гранади», 1672 рік
- згаданий в творі Вашингтона Ірвінга «Казки Альгамбри», 1832 рік
- герой опери Моріца Мошковського «Боабділ, останній король маврів», 1892 рік.
- герой твору Гаспара Кассадо «Плач Боабділа» для віолончелі та фортепіано
- герой твору Луїса Куперуса «Нещасний», 1915 рік
- один з героїв роману Луї Арагона «Божевільна Еліза». 1963 рік
- присутній у відеоігрі «Assassin's Creed II: Discovery»
- головний герой іспанських серіалів «Завоювання Гранади», 1991 рік, та «Ізабела» 2013 року